# Estoher
Estoher  est une commune française située dans le centre du département des Pyrénées-Orientales, en région Occitanie. Sur le plan historique et culturel, la commune est dans le pays de Conflent, correspondant à l'ensemble des vallées pyrénéennes qui « confluent » avec le lit creusé par la Têt entre Mont-Louis et Rodès.
Exposée à un climat océanique altéré, elle est drainée par le Llech, le ruisseau de la Coume d'Espira et par divers autres petits cours d'eau. La commune possède un patrimoine naturel remarquable : deux sites Natura 2000 (le « massif du Canigou » et le « Canigou-Conques de La Preste ») et trois zones naturelles d'intérêt écologique, faunistique et floristique.
Estoher est une commune rurale qui compte 154 habitants en 2022, après avoir connu un pic de population de 587 habitants en 1851. Elle fait partie de l'aire d'attraction de Perpignan. Ses habitants sont appelés les Estohanencs ou  Estohanencques.

## Géographie

### Localisation
La commune d'Estoher se trouve dans le département des Pyrénées-Orientales, en région Occitanie.
Elle se situe à 35 km à vol d'oiseau de Perpignan, préfecture du département, à 6 km de Prades, sous-préfecture, et à 21 km d'Amélie-les-Bains-Palalda, bureau centralisateur du canton du Canigou dont dépend la commune depuis 2015 pour les élections départementales.
La commune fait en outre partie du bassin de vie de Prades.
Les communes les plus proches sont : 
Espira-de-Conflent (2,0 km), Finestret (2,7 km), Los Masos (3,0 km), Joch (3,7 km), Clara (3,9 km), Marquixanes (4,5 km), Rigarda (4,7 km), Baillestavy (5,1 km).
Sur le plan historique et culturel, Estoher fait partie de la région de Conflent, héritière de l'ancien comté de Conflent et de la viguerie de Conflent. Ce pays correspond à l'ensemble des vallées pyrénéennes qui « confluent » avec le lit creusé par la Têt entre Mont-Louis, porte de la Cerdagne, et Rodès, aux abords de la plaine du Roussillon.

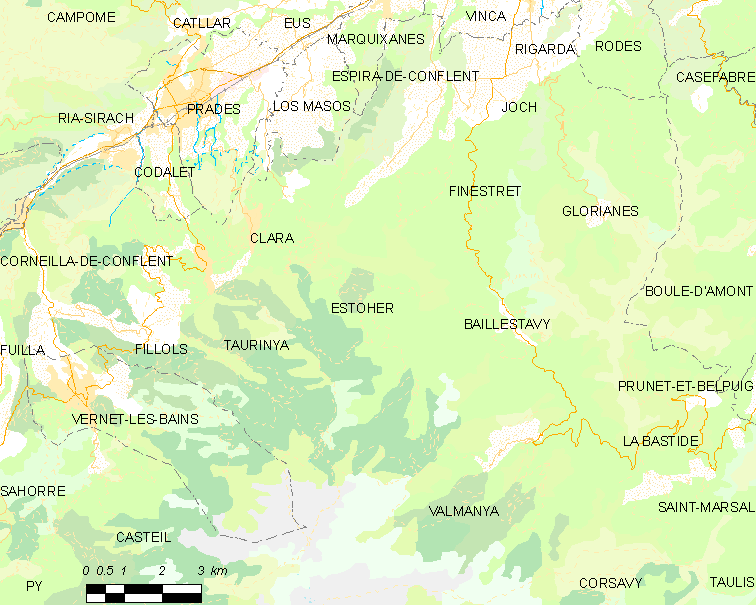
Situation de la commune.

| Los Masos       | Marquixanes, Espira-de-Conflent | Finestret (par un quadripoint) |
| Clara-Villerach | Estoher                         | Baillestavy                    |
| Taurinya        | Valmanya                        |                                |

### Géologie et relief
La commune est classée en zone de sismicité 3, correspondant à une sismicité modérée.

### Hydrographie
La rivière du Llech et trois ruisseaux traversent Estoher.

### Climat
Pour des articles plus généraux, voir Climat de l'Occitanie et Climat des Pyrénées-Orientales.
En 2010, le climat de la commune est de type climat océanique altéré, selon une étude du CNRS s'appuyant sur une série de données couvrant la période 1971-2000. En 2020, Météo-France publie une typologie des climats de la France métropolitaine dans laquelle la commune est exposée à un climat de montagne ou de marges de montagne et est dans la région climatique Pyrénées orientales, caractérisée par une faible pluviométrie, un très bon ensoleillement (2 600 h/an), un air sec, particulièrement en hiver et peu de brouillards.
Pour la période 1971-2000, la température annuelle moyenne est de 13,4 °C, avec une amplitude thermique annuelle de 14,7 °C. Le cumul annuel moyen de précipitations est de 814 mm, avec 5,4 jours de précipitations en janvier et 4,5 jours en juillet. Pour la période 1991-2020, la température moyenne annuelle observée sur la station météorologique la plus proche, située sur la commune d'Eus à 5 km à vol d'oiseau, est de 13,6 °C et le cumul annuel moyen de précipitations est de 539,8 mm,. Pour l'avenir, les paramètres climatiques de la commune estimés pour 2050 selon différents scénarios d’émission de gaz à effet de serre sont consultables sur un site dédié publié par Météo-France en novembre 2022.

### Milieux naturels et biodiversité

#### Réseau Natura 2000

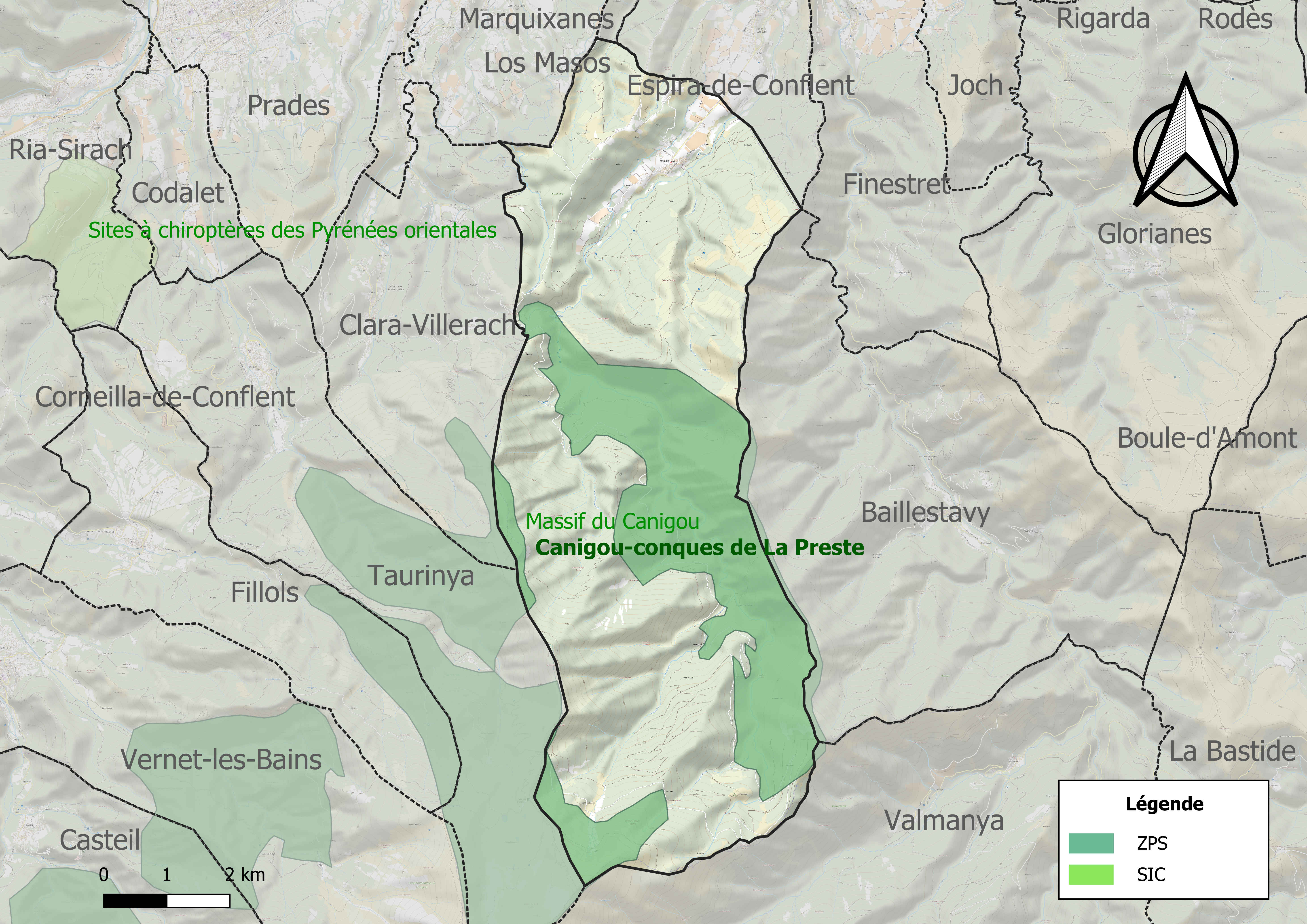
Site Natura 2000 sur le territoire communal.

Le réseau Natura 2000 est un réseau écologique européen de sites naturels d'intérêt écologique élaboré à partir des directives habitats et oiseaux, constitué de zones spéciales de conservation (ZSC) et de zones de protection spéciale (ZPS).
Un site Natura 2000 a été défini sur la commune au titre de la directive habitats.
- le « massif du Canigou », d'une superficie de 11 746 ha, culmine à 2 784 mètres à l'extrémité orientale de la chaîne des Pyrénées. Il recèle de nombreuses espèces endémiques pyrénéennes dont certaines atteignent leur limite orientale et présente une gamme variée d'habitats naturels d'intérêt communautaire liés à l'étagement de la végétation[16] et  au titre de la directive oiseaux[15]
- le « canigou-conques de La Preste », d'une superficie de 20 224 ha, abrite une avifaune de montagne riche et diversifiée, tant au niveau des rapaces que des passereaux et des galliformes. Elle est également fréquentée régulièrement par deux couples de gypaètes barbus et, en été, par un nombre important de vautours fauves en provenance du territoire espagnol[17].

#### Zones naturelles d'intérêt écologique, faunistique et floristique
L’inventaire des zones naturelles d'intérêt écologique, faunistique et floristique (ZNIEFF) a pour objectif de réaliser une couverture des zones les plus intéressantes sur le plan écologique, essentiellement dans la perspective d’améliorer la connaissance du patrimoine naturel national et de fournir aux différents décideurs un outil d’aide à la prise en compte de l’environnement dans l’aménagement du territoire.
Deux ZNIEFF de type 1 sont recensées sur la commune :
le « cirque des Cortalets » (191 ha), couvrant 2 communes du département et 
la « vallée du Llech » (1 724 ha)
et une ZNIEFF de type 2, : 
le « massif du Canigou » (19 263 ha), couvrant 15 communes du département.

Carte des ZNIEFF de type 1 et 2 à Estoher.
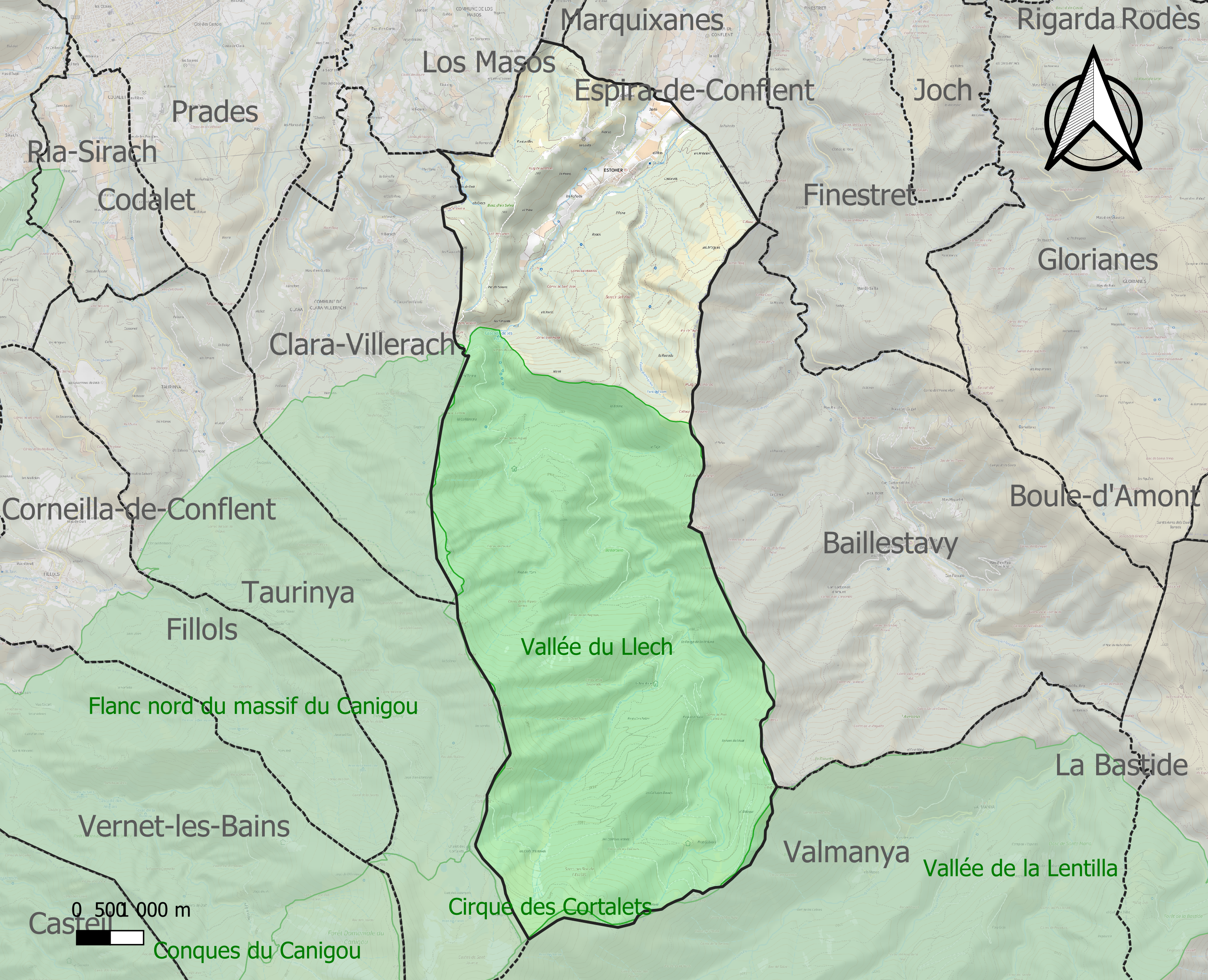
Carte des ZNIEFF de type 1 sur la commune.
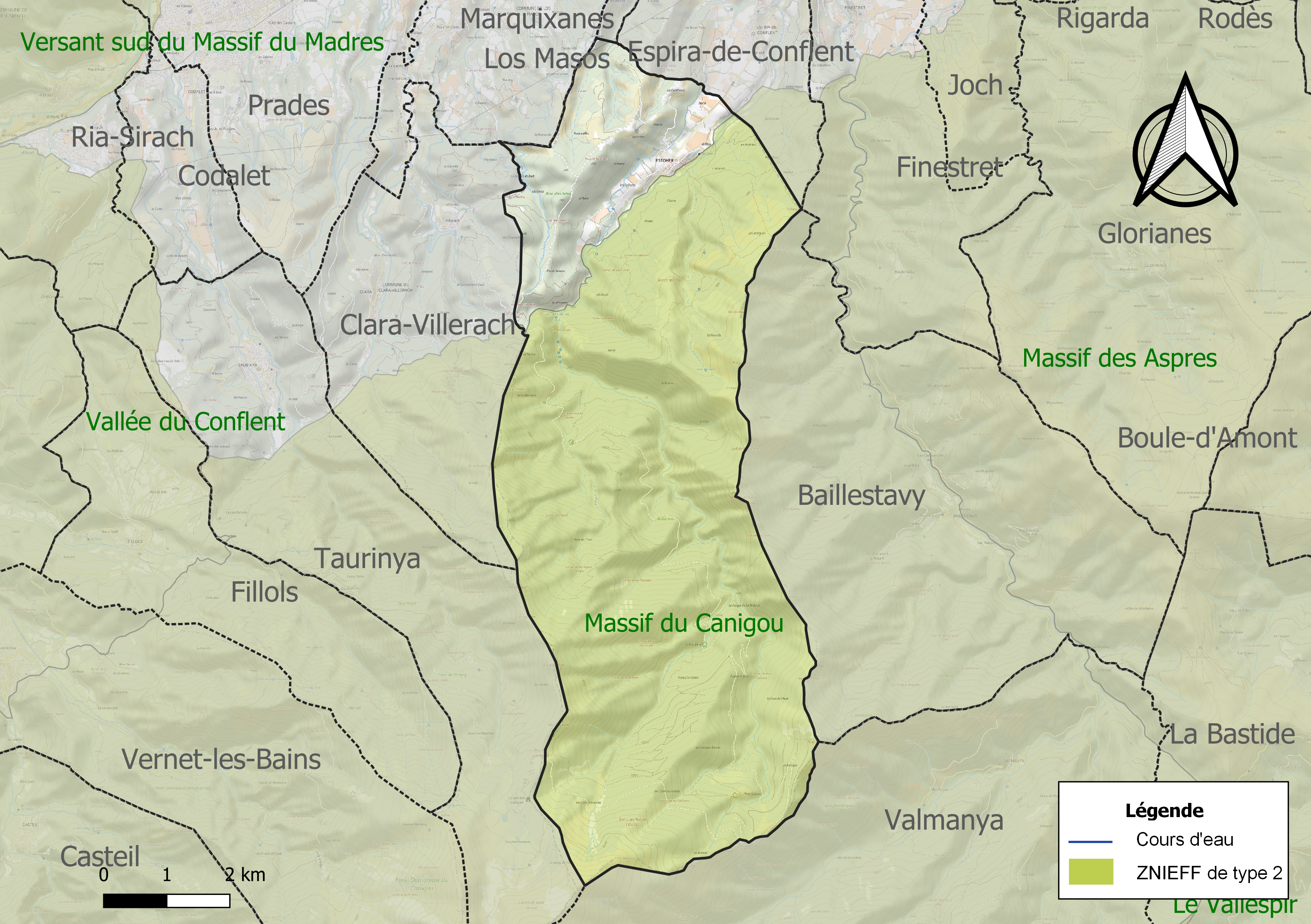
Carte de la ZNIEFF de type 2 sur la commune.

## Urbanisme

### Typologie
Au 1er janvier 2024, Estoher est catégorisée commune rurale à habitat dispersé, selon la nouvelle grille communale de densité à sept niveaux définie par l'Insee en 2022.
Elle est située hors unité urbaine. Par ailleurs la commune fait partie de l'aire d'attraction de Perpignan, dont elle est une commune de la couronne,. Cette aire, qui regroupe 118 communes, est catégorisée dans les aires de 200 000 à moins de 700 000 habitants,.

### Occupation des sols
L'occupation des sols de la commune, telle qu'elle ressort de la base de données européenne d’occupation biophysique des sols Corine Land Cover (CLC), est marquée par l'importance des forêts et milieux semi-naturels (96,5 % en 2018), une proportion sensiblement équivalente à celle de 1990 (96,1 %). La répartition détaillée en 2018 est la suivante : 
forêts (73,3 %), milieux à végétation arbustive et/ou herbacée (18,9 %), espaces ouverts, sans ou avec peu de végétation (4,3 %), cultures permanentes (3,5 %). L'évolution de l’occupation des sols de la commune et de ses infrastructures peut être observée sur les différentes représentations cartographiques du territoire : la carte de Cassini (XVIIIe siècle), la carte d'état-major (1820-1866) et les cartes ou photos aériennes de l'IGN pour la période actuelle (1950 à aujourd'hui).

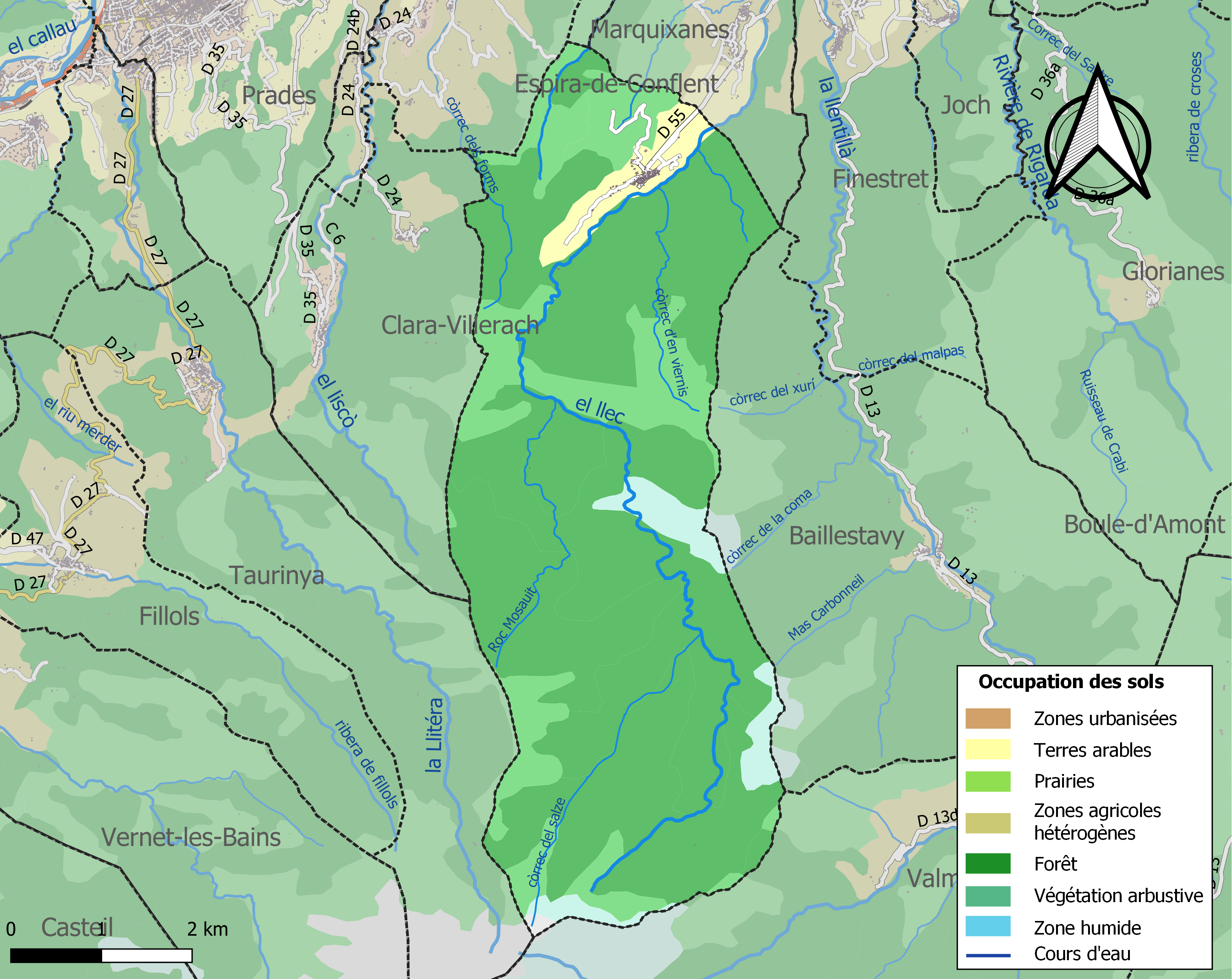
Carte des infrastructures et de l'occupation des sols de la commune en 2018 (CLC).

### Risques majeurs
Le territoire de la commune d'Estoher est vulnérable à différents aléas naturels : inondations, climatiques (grand froid ou canicule), feux de forêts, mouvements de terrains, avalanche  et séisme (sismicité modérée). Il est également exposé à deux risques particuliers, les risques radon et minier,.

#### Risques naturels
Certaines parties du territoire communal sont susceptibles d’être affectées par le risque d’inondation par crue torrentielle de cours d'eau du bassin de la Têt.
Les mouvements de terrains susceptibles de se produire sur la commune sont soit des mouvements liés au retrait-gonflement des argiles, soit des glissements de terrains, soit des chutes de blocs. Une cartographie nationale de l'aléa retrait-gonflement des argiles permet de connaître les sols argileux ou marneux susceptibles vis-à-vis de ce phénomène.

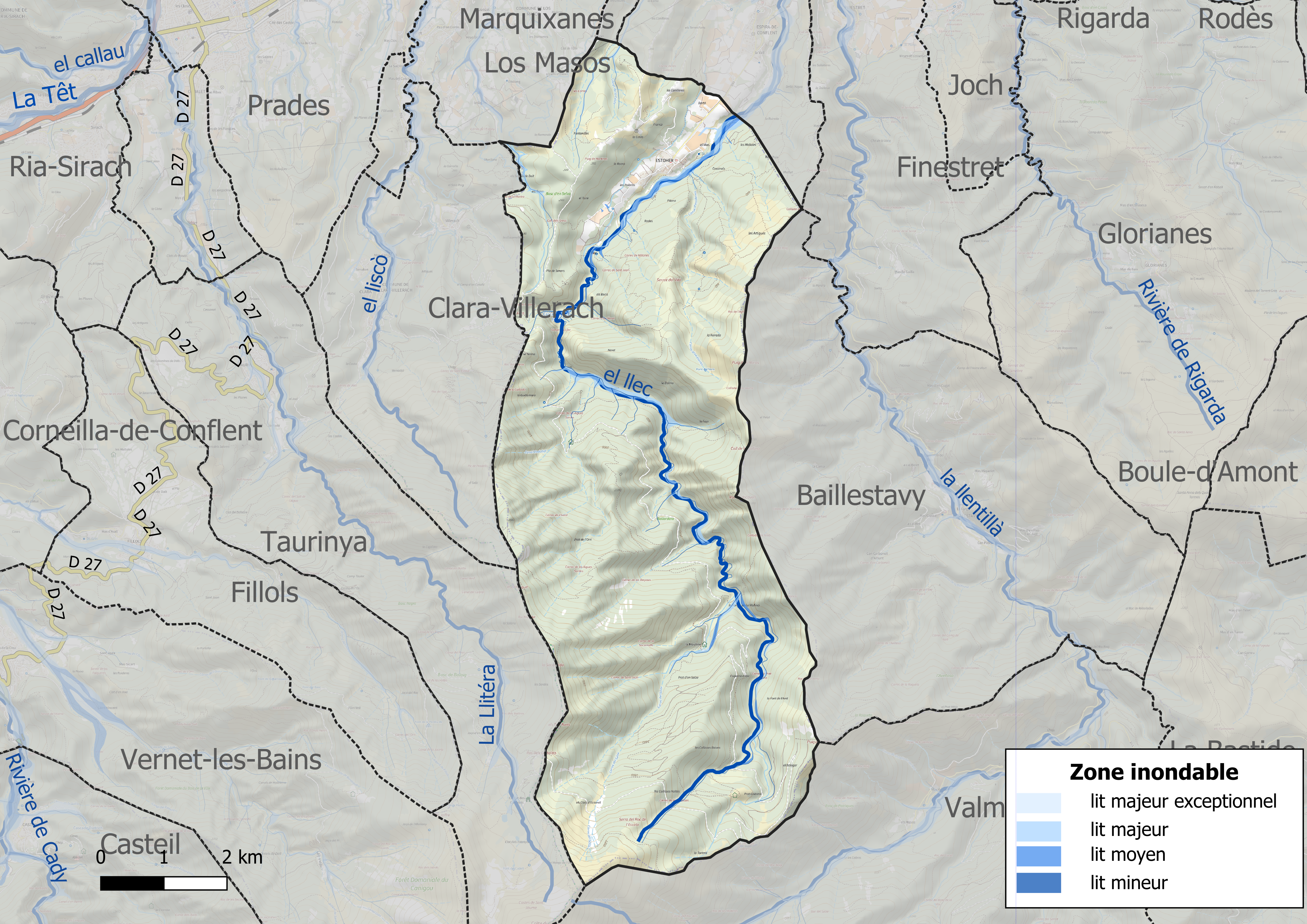
Carte des zones inondables.
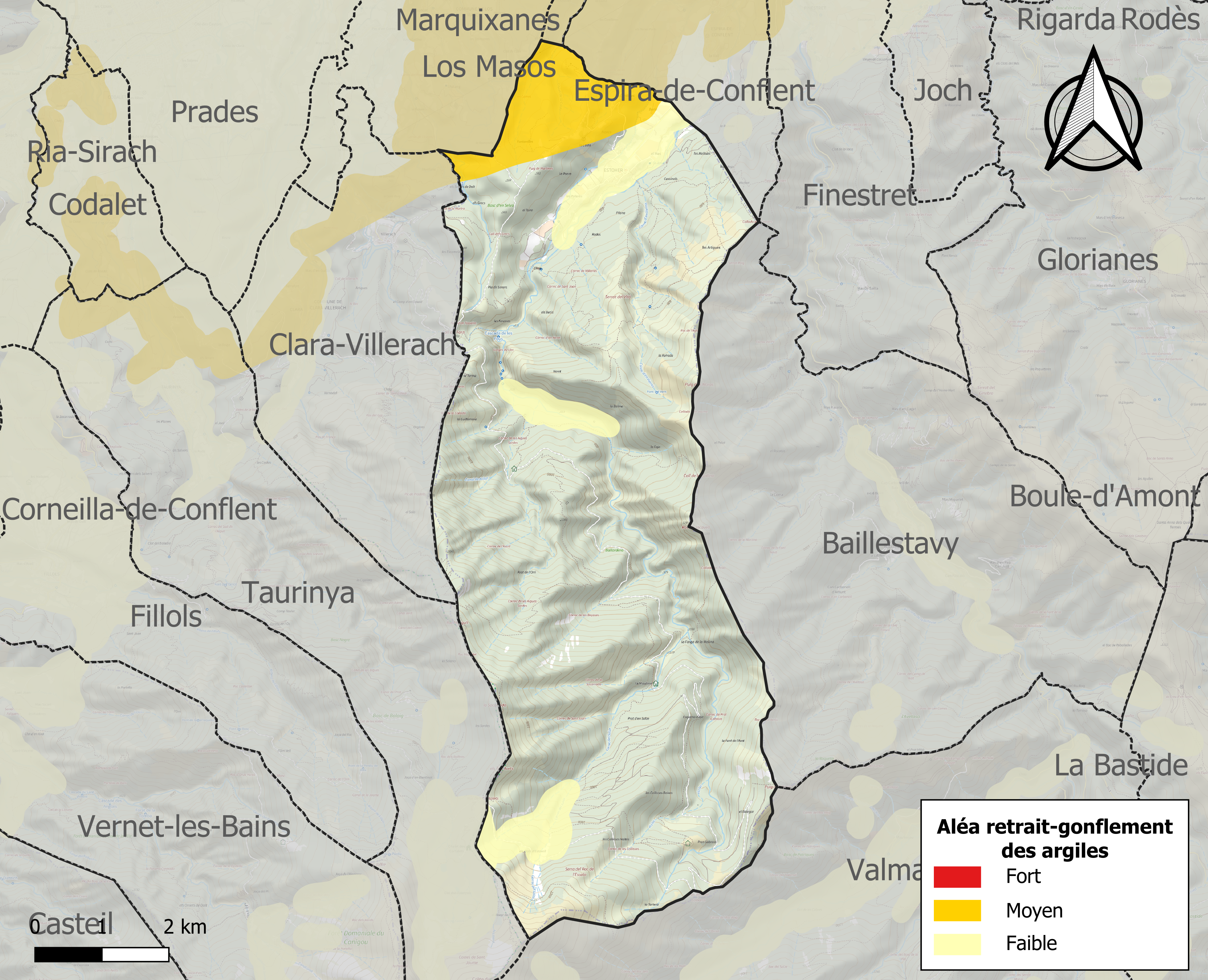
Carte des zones d'aléa retrait-gonflement des argiles.

#### Risque particulier
La commune est concernée par le risque minier, principalement lié à l’évolution des cavités souterraines laissées à l’abandon et sans entretien après l’exploitation des mines.
Dans plusieurs parties du territoire national, le radon, accumulé dans certains logements ou autres locaux, peut constituer une source significative d’exposition de la population aux rayonnements ionisants. Toutes les communes du département sont concernées par le risque radon à un niveau plus ou moins élevé. Selon la classification de 2018, la commune d'Estoher est classée en zone 3, à savoir zone à potentiel radon significatif.

## Toponymie
En catalan, le nom de la commune est Estoer.

## Politique et administration

### Liste des maires
| Période   | Période   | Identité              | Étiquette | Qualité                                |
| --------- | --------- | --------------------- | --------- | -------------------------------------- |
| 1792      | 1793      | Dagues                |           |                                        |
| 1792      | 1793      | Joseph Llech-Llamousi |           |                                        |
| 1792      | 1793      | Mathieu Armagau       |           |                                        |
| 1793      | 1794      | François Destaville   |           |                                        |
| 1794      | 1795      | Bonnaventure Torrent  |           |                                        |
| 1794      | 1795      | Jean Pavie            |           |                                        |
| 1796      | 1796      | Gauderique Pailles    |           |                                        |
| 1796      | 1797      | Joseph Llech-Llamousi |           |                                        |
| 1797      | 1813      | Bonaventure Taurinua  |           |                                        |
| 1813      | 1829      | Jean Ixart            |           |                                        |
| 1829      | 1832      | Joseph Falip          |           |                                        |
| 1832      | 1843      | Pierre Pailles        |           |                                        |
| 1843      | 1856      | Pierre Catala         |           |                                        |
| 1856      | 1871      | Bonaventure Puig      |           |                                        |
| 1871      | 1874      | Joseph Catala         |           |                                        |
| 1874      | 1899      | Jean Felip            |           |                                        |
| 1899      | 1920      | Étienne Illes         |           |                                        |
| 1920      | 1921      | Gauderique Pailles    |           |                                        |
| 1921      | 1935      | Étienne Mary          |           |                                        |
| 1935      | 1944      | Jacques Illes         |           | Nommé conseiller départemental en 1943 |
| 1944      | 1945      | Charles Blandigneres  |           |                                        |
| 1945      | 1954      | Jean Borreil          |           |                                        |
| 1954      | 1959      | Jacques Illes         |           |                                        |
| 1959      | 1983      | Jacques Gaurenne      |           |                                        |
| 1983      | 2008      | René Figa             |           |                                        |
| mars 2008 | mars 2014 | Marie-Édith Péral     |           |                                        |
| mars 2014 | mai 2014  | Jean-Jacques Jordi,   |           |                                        |
| mai 2014  | 2020      | Louis Ques            |           |                                        |
| 2020      | En cours  | Marie-Edith Péral     | PS        | Conseillère départementale depuis 2021 |

## Population et société

### Démographie ancienne
La population est exprimée en nombre de feux (f) ou d'habitants (H).
| 1358 | 1365 | 1378 | 1470 | 1515 | 1553 | 1709 | 1720 | 1767  |
| ---- | ---- | ---- | ---- | ---- | ---- | ---- | ---- | ----- |
| 21 f | 36 f | 21 f | 22 f | 25 f | 24 f | 79 f | 64 f | 426 H |

| 1774  | 1789 | - | - | - | - | - | - | - |
| ----- | ---- | - | - | - | - | - | - | - |
| 387 H | 80 f | - | - | - | - | - | - | - |

Notes :
- 1358 : dont 8 f pour Llech et 13 f pour Sanès ;
- 1365 : dont 10 f pour Llech et 8 f pour Sanès ;
- 1378 : dont 4 f pour Llech et 5 f pour Sanès.

### Démographie contemporaine
L'évolution du nombre d'habitants est connue à travers les recensements de la population effectués dans la commune depuis 1793. Pour les communes de moins de 10 000 habitants, une enquête de recensement portant sur toute la population est réalisée tous les cinq ans, les populations de référence des années intermédiaires étant quant à elles estimées par interpolation ou extrapolation. Pour la commune, le premier recensement exhaustif entrant dans le cadre du nouveau dispositif a été réalisé en 2007.

En 2022, la commune comptait 154 habitants, en évolution de +4,05 % par rapport à 2016 (Pyrénées-Orientales : +3,92 %, France hors Mayotte : +2,11 %).
| 1793 | 1800 | 1806 | 1821 | 1831 | 1836 | 1841 | 1846 | 1851 |
| ---- | ---- | ---- | ---- | ---- | ---- | ---- | ---- | ---- |
| 309  | 410  | 445  | 474  | 495  | 539  | 560  | 532  | 587  |

| 1856 | 1861 | 1866 | 1872 | 1876 | 1881 | 1886 | 1891 | 1896 |
| ---- | ---- | ---- | ---- | ---- | ---- | ---- | ---- | ---- |
| 524  | 496  | 520  | 521  | 531  | 503  | 388  | 402  | 357  |

| 1901 | 1906 | 1911 | 1921 | 1926 | 1931 | 1936 | 1946 | 1954 |
| ---- | ---- | ---- | ---- | ---- | ---- | ---- | ---- | ---- |
| 329  | 332  | 314  | 284  | 268  | 225  | 202  | 202  | 164  |

| 1962 | 1968 | 1975 | 1982 | 1990 | 1999 | 2006 | 2007 | 2012 |
| ---- | ---- | ---- | ---- | ---- | ---- | ---- | ---- | ---- |
| 160  | 165  | 127  | 115  | 124  | 134  | 152  | 154  | 153  |

| 2017 | 2022 | - | - | - | - | - | - | - |
| ---- | ---- | - | - | - | - | - | - | - |
| 145  | 154  | - | - | - | - | - | - | - |

| selon la population municipale des années : | 1968 | 1975 | 1982 | 1990 | 1999 | 2006 | 2009 | 2013 |
| Rang de la commune dans le département      | 130  | 153  | 179  | 160  | 160  | 156  | 157  | 159  |
| Nombre de communes du département           | 232  | 217  | 220  | 225  | 226  | 226  | 226  | 226  |

### Enseignement
Il n'y a pas d'école à Estoher.

### Manifestations culturelles et festivités
- Fête patronale : 3 août[44] ;
- Fête communale : Ascension[44].

## Économie

### Emploi
|                | 2008   | 2013   | 2018   |
| -------------- | ------ | ------ | ------ |
| Commune        | 7,8 %  | 5,6 %  | 10,7 % |
| Département    | 10,3 % | 12,9 % | 13,3 % |
| France entière | 8,3 %  | 10 %   | 10 %   |

En 2018, la population âgée de 15 à 64 ans s'élève à 82 personnes, parmi lesquelles on compte 57,1 % d'actifs (46,4 % ayant un emploi et 10,7 % de chômeurs) et 42,9 % d'inactifs,. En  2018, le taux de chômage communal (au sens du recensement) des 15-64 ans est inférieur à celui du département, mais supérieur à celui de la France, alors qu'en 2008 il était inférieur à celui de la France.
La commune fait partie de la couronne de l'aire d'attraction de Perpignan, du fait qu'au moins 15 % des actifs travaillent dans le pôle,. Elle compte 14 emplois en 2018, contre 24 en 2013 et 18 en 2008. Le nombre d'actifs ayant un emploi résidant dans la commune est de 40, soit un indicateur de concentration d'emploi de 34,2 % et un taux d'activité parmi les 15 ans ou plus de 38,5 %.
Sur ces 40 actifs de 15 ans ou plus ayant un emploi, 11 travaillent dans la commune, soit 27 % des habitants. Pour se rendre au travail, 85,4 % des habitants utilisent un véhicule personnel ou de fonction à quatre roues, 9,7 % s'y rendent en deux-roues, à vélo ou à pied et 4,9 % n'ont pas besoin de transport (travail au domicile).

### Activités hors agriculture

#### Secteurs d'activités
12 établissements sont implantés  à Estoher au 31 décembre 2019.
Le secteur des activités spécialisées, scientifiques et techniques et des activités de services administratifs et de soutien est prépondérant sur la commune puisqu'il représente 25 % du nombre total d'établissements de la commune (3 sur les 12 entreprises implantées  à Estoher), contre 13 % au niveau départemental.

### Agriculture
|               | 1988 | 2000 | 2010 | 2020 |
| ------------- | ---- | ---- | ---- | ---- |
| Exploitations | 20   | 13   | 4    | 4    |
| SAU (ha)      | 429  | 651  | nd   | 233  |

La commune est dans le Conflent, une petite région agricole occupant le centre-ouest du département des Pyrénées-Orientales. En 2020, l'orientation technico-économique de l'agriculture  sur la commune est la culture de fruits ou d'autres cultures permanentes. Quatre exploitations agricoles ayant leur siège dans la commune sont dénombrées lors du recensement agricole de 2020 (20 en 1988). La superficie agricole utilisée est de 233 ha,,.

## Culture locale et patrimoine

### Monuments et lieux touristiques
- Église Saint-Étienne d'Estoher, église romane.

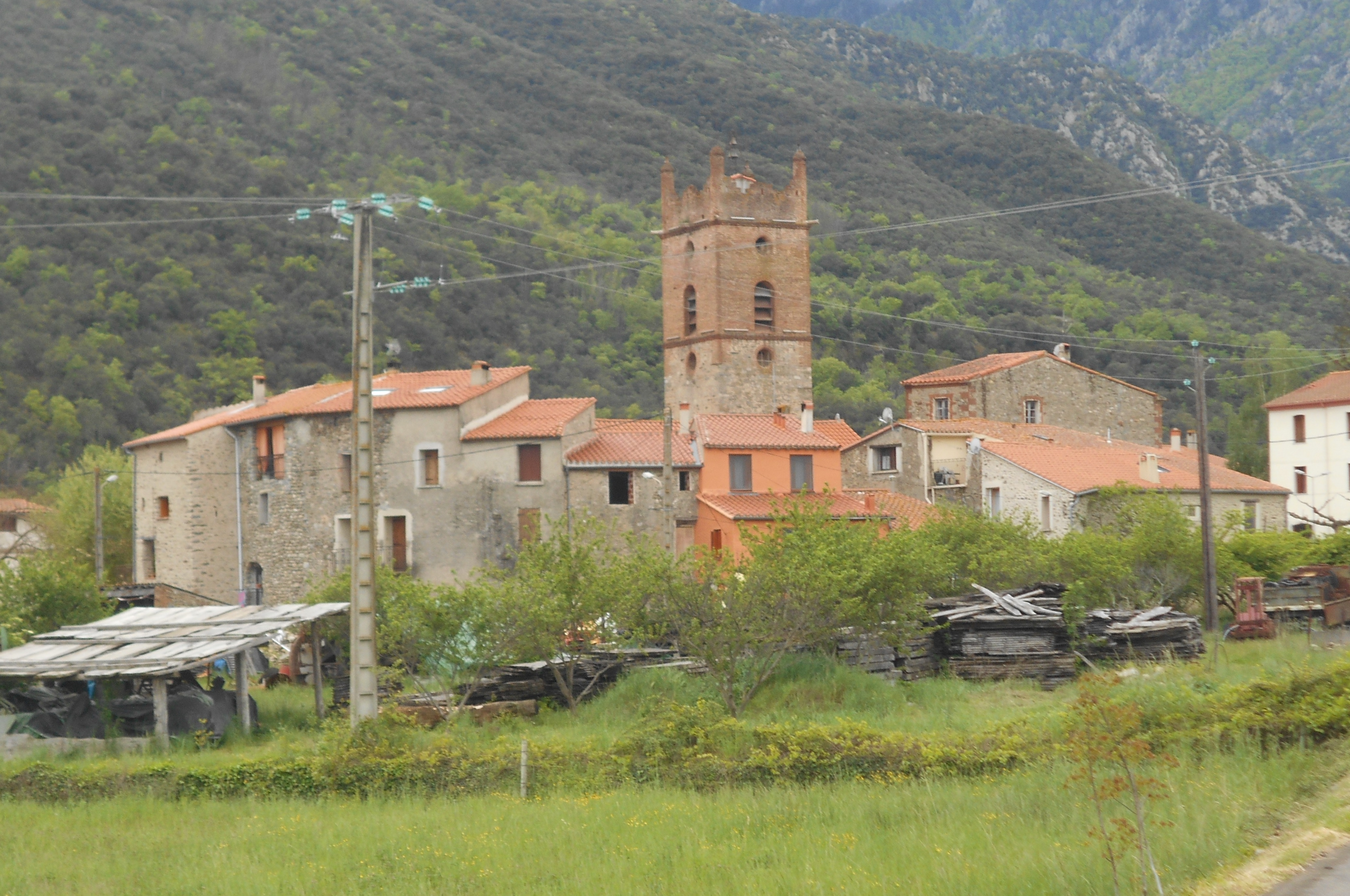
Église Saint-Étienne d'Estoher

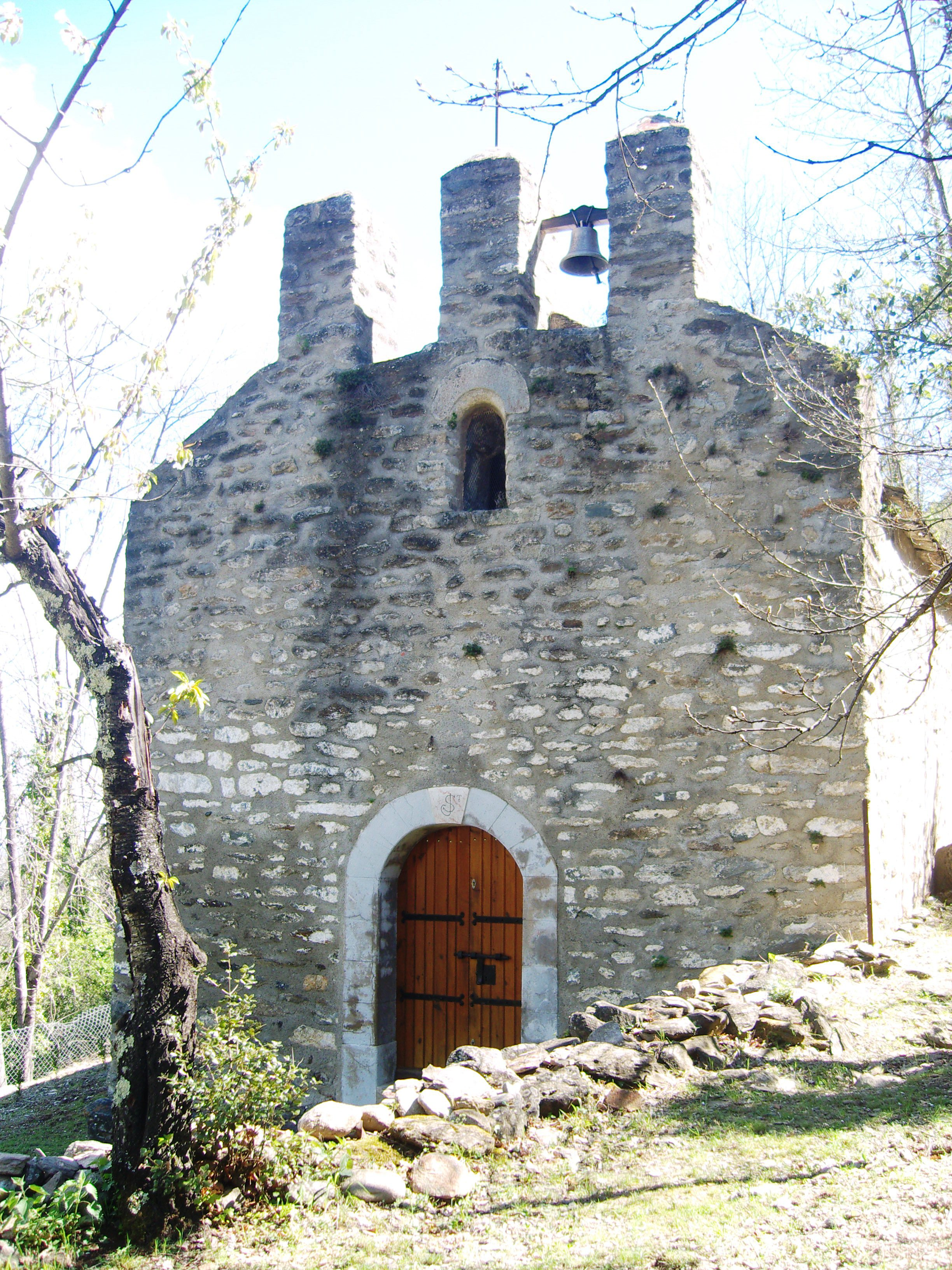
Église Saint-Jean de Seners

- Église Saint-Jean de Seners, autre église romane.

### Patrimoine environnemental
- Gorges du Llech.

### Héraldique
| Blason de Estoher | Blason  | De gueules aux trois cailloux d’or.              |
| Blason de Estoher | Détails | Le statut officiel du blason reste à déterminer. |